# Gierała
Gierała (lit. Girelė; pol. hist. Gierałki) – dawna kolonia na Litwie, w okręgu wileńskim, w rejonie wileńskim, w gminie Suderwa.
Współcześnie część wsi Widawciszki.

## Historia
W dwudziestoleciu międzywojennym zaścianek leżący w Polsce, w województwie wileńskim, w powiecie wileńsko-trockim, w gminie Rzesza. W 1931 miejscowość liczyła 9 mieszkańców, zamieszkałych w 1 budynku.
Po II wojnie światowej w granicach Związku Sowieckiego. Była wówczas kolonią. Od 1991 na niepodległej Litwie.